# At Long Last Leave
At Long Last Leave —titulado Por fin se van en Hispanoamérica y ¡Por fin se marchan! en España— es el decimocuarto episodio de la vigesimotercera temporada de la serie de animación estadounidense Los Simpson, y el 500 general de la serie. En el episodio, la familia Simpson descubre que los habitantes de Springfield se han cansado de ellos y deciden secretamente echarlos de la ciudad. Después de ser expulsados de Springfield, la familia termina en un lugar escabroso sin normas y reglamentos llamada The Outlands. Allí, residen brevemente enfrente de su vecino Julian Assange, quien creó WikiLeaks. Assange, que ha sido objeto de acusaciones de agresión sexual en Suecia, protagonizó el episodio como a sí mismo y grabó sus líneas por teléfono bajo arresto domiciliario en Inglaterra.
Michael Price escribió At Long Last Leave sin la intención de convertirse en el episodio 500 y se sintió honrado cuando fue seleccionado para el hito. Los críticos de la televisión dieron al episodio reseñas generalmente positivas, particularmente elogiaron el montaje de los gags del sofá de la serie que fue incluido en la secuencia de apertura. El argumento, sin embargo, obtuvo críticas por ser similar a historias realizadas anteriormente en Los Simpson y en la película.
Durante su emisión original en la cadena Fox en los Estados Unidos el 19 de febrero de 2012, el episodio fue visto por 5 770 000 espectadores, y recibió una cuota de pantalla del 2,6 dentro de la franja demográfica de 18 a 49 años. Antes de la emisión, Fox promovió el hito episodio número 500 mediante un intento de romper el récord mundial Guinness como el programa de televisión de más larga duración. Un centenar de seguidores de Los Simpson fueron invitados a ver un maratón de episodios de la serie, a partir del 8 de febrero de 2012. El récord fue roto el 12 de febrero de 2012, con 86 horas y 37 minutos, con solo dos espectadores restantes viendo el maratón.

## Sinopsis
La familia Simpson es notificada de un simulacro de seguridad nuclear en toda la ciudad y todos los habitantes de Springfield se les dice que permanezcan en sus sótanos durante tres horas. Los miembros de la familia rápidamente se aburren en el sótano y deciden salir e ir a ver la ciudad vacía. Mientras pasean por Springfield, ven un número inusual de coches aparcados en la Alcaldía. Los Simpson entran y descubren que todos los habitantes se han reunido para una reunión secreta de la ciudad y han votado por unanimidad expulsarlos de Springfield para siempre. El alcalde Quimby revela que la ciudad ha ido en quiebra debido a la constante limpieza de las travesuras de la familia sobre los años, que van desde las payasadas borracheras de Homer, las diversas bromas de Bart y las preocupaciones ambientales de Lisa, que, aunque no es costoso, sin embargo, era molesto. Marge ofrece una súplica sincera a los residentes para dejarlos vivir en el único lugar que consideran su hogar, pero se niegan, con Quimby declarándola la «peor Simpson», por siempre intentar de convencer al pueblo de ver a la familia en una luz positiva. Incluso a Flanders le negaron el acceso, ya que sabían que iba a conseguir convencer de alguna manera a los residentes de no desterrar a los Simpson, y ya que no quieren escuchar ninguna opinión favorable a los Simpson, lo expulsan de la Alcaldía.
Una gran celebración se lleva a cabo por los habitantes de la ciudad cuando los Simpson son expulsados oficialmente de Springfield. Cuando la familia conduce en medio de la nada por la noche sin ningún lugar para alojarse, se encuentran con un hombre que los lleva a un condado llamado The Outlands, un lugar sucio y en decadencia donde no existen normas ni reglamentos. Los Simpson se instalan en The Outlands y conocen a Julian Assange, su hostil vecino de al lado que opera la sede WikiLeaks allí.
Mientras que el resto de la familia se acostumbra a su nuevo hogar, Marge se pone nostálgica. Homer se escurre de nuevo en Springfield una noche bajo los disfraces del Sr. Burns y Smithers, y pasan la noche emborrachándose y teniendo relaciones sexuales en su antigua casa abandonada. Sin embargo, el jefe Wiggum ve a través de sus disfraces y reúne al pueblo de Springfield en la casa de los Simpson para matarlos. Marge inicialmente se enfada con la muchedumbre, pero les aturde diciendo que no quiere vivir en Springfield o tratar con ellos jamás, habiendo encontrado un lugar para vivir donde ella y su familia pueden ser aceptados por lo que son y amarlos unos a otros, sin preocuparse del odio y la opinión de los demás. Marge y Homer marchan a través de la multitud visiblemente desilusionada y regresan a The Outlands. De vuelta en la nueva casa de los Simpson, Bart descubre a Lenny y Carl ocultándose. Ellos le dicen que desean comenzar una nueva vida en The Outlands. Pronto, Moe, el alcalde Quimby y muchos otros residentes aparecen con el deseo de abandonar sus vidas en Springfield y empezar de nuevo en The Outlands. Es así como toda la ciudad se mueve allí para empezar nuevas vidas con los Simpson, y comienzan a reconstruir una ciudad nueva, a la que irónicamente nombran Springfield.

## Producción

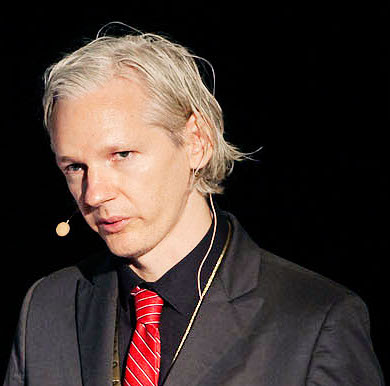
Julian Assange, el fundador del sitio web WikiLeaks, apareció en el episodio.

At Long Last Leave, que es el episodio 500 de Los Simpson, fue escrito por Michael Price. El productor ejecutivo de la serie, Al Jean, lo describió como un «homenaje a las personas que aman el programa». Siendo un admirador del teatro musical, Price tituló el episodio en referencia a la canción de Cole Porter «At Long Last Love». Price no escribió At Long Last Leave con la intención de que se convirtiera en el episodio número 500; esa decisión se tomó después cuando el personal se dio cuenta de que la historia ofrecía una oportunidad para una mirada retrospectiva en la historia de la familia Simpson. Dijo en una entrevista con la revista Channel Guide que estuvo «profundamente honrado» cuando su episodio fue seleccionado para el hito. Como reconocimiento por Price en esa entrevista, la trama del episodio presenta similitudes con Los Simpson: la película (2007), en la que la familia es obligada a huir a Alaska después de que Homer hace enojar a los ciudadanos de Springfield por contaminar el lago. Price hizo este comentario: «Creo que el episodio se diferencia [de la película] en que en cierto modo hace referencia a la historia completa de la serie y a las experiencias que Springfield ha tenido colectivamente con los Simpson, mientras que en la película tuvieron que huir debido a un incidente específico». Además, señaló que a pesar de las similitudes, «nosotros [el personal] nos gustó lo suficiente como para ir con él de todos modos». La trama del episodio fue anunciado por primera vez a la prensa en la convención de cómics de San Diego, California el 23 de julio de 2011, durante un panel con el elenco y el equipo de Los Simpson.
El episodio cuenta con varias apariciones especiales, con Kelsey Grammer y Jackie Mason regresando como cameos en los personajes de Sideshow Bob y Rabbi Krustofski, respectivamente. La cantante y violinista Alison Krauss y su banda Union Station grabaron una versión bluegrass del tema de Los Simpson que se muestra en el episodio y sobre los créditos finales.
El activista australiano Julian Assange, el fundador de WikiLeaks, apareció como él mismo. El autor australiano Kathy Lette, que es un amigo de Assange, escribió muchas de sus líneas. Según Lette, «Julian y los productores de Los Simpson me pidieron que vuelva a escribir su escena y el diálogo. Supongo que solo quería que añada un poco de ironía australiana a la escritura. ¡Julian no sufre de una deficiencia de la ironía! Yo solía escribir una comedia para Columbia Pictures, la serie de larga duración The Facts of Life, por lo que los productores sabían que podía disparar un chiste o dos». En 2010, las autoridades suecas emitieron una orden de detención europea para extraditar a Assange de Gran Bretaña a Suecia para ser interrogado en relación con las acusaciones de agresión sexual formuladas contra él allí. Assange fue detenido en Inglaterra, antes de ser liberado bajo fianza condicional hasta que se tomara una decisión en cuanto a si debía o no ser extraditado a Suecia. Assange grabó sus líneas a través del teléfono mientras estaba bajo arresto domiciliario en Inglaterra. Jean, quien dirigió la interpretación de Assange desde Los Ángeles, solo adquirió un número de teléfono para llamar y no recibió ninguna información sobre el paradero del activista. Según Jean en una entrevista con Entertainment Weekly, el creador de Los Simpson, Matt Groening, se había enterado a través de un rumor de que Assange quiso aparecer en el programa. La directora de casting Bonita Pietila, por tanto, fue dada a la tarea para ponerse en contacto con Assange y asegurarse de que podría ocurrir la aparición. El episodio no incluye ninguna referencia a la situación legal de Assange en el momento de su grabación. Jean comentó que «él es una figura controvertida, y hay una buena razón de porqué es controvertido. Hubo debates internamente de tenerlo o no en el programa, pero al final fuimos hacia adelante y lo hicimos». Groening dijo en una entrevista que «nosotros [el personal] nos atrevemos a hacer las cosas y Julian Assange fue un desafío».

## Promoción

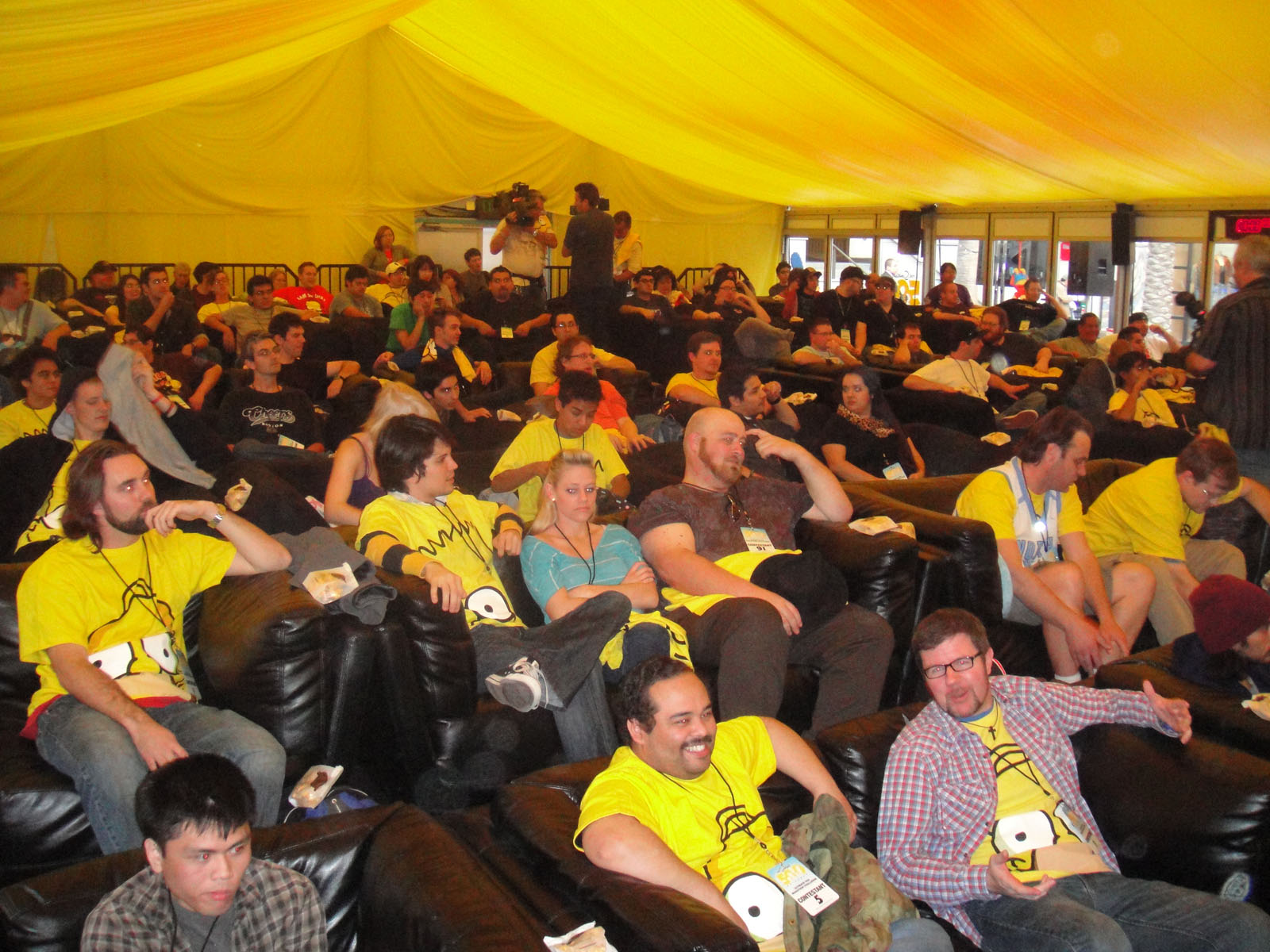
Los seguidores de Los Simpson fueron invitados a ver un maratón de episodios de la serie en Hollywood & Highland.

Para promover el hito episodio número 500, la cadena Fox, donde se emite Los Simpson, intentó romper el récord mundial Guinness como el programa de televisión continuo de más larga duración, y organizaron una proyección de maratón de episodios en el Hollywood & Highland. En 2010, cuando tres personas vieron todos los episodios de la serie de Fox 24, se impuso el récord de 86 horas, seis minutos y 41 segundos. Un centenar de seguidores fueron seleccionados para participar en el maratón de Los Simpson, que también fue un concurso para determinar qué seguidor podría durar más tiempo en él.  La proyección inició el 8 de febrero de 2012 con Simpsons Roasting on an Open Fire, el primer episodio de la serie, y finalizó el 12 del mismo mes con Faith Off, el undécimo episodio de la undécima temporada. En ese momento, había pasado 86 horas y 37 minutos, lo que significó que el récord había sido roto. Los dos restantes espectadores, Jeremiah Franco y Carin Shreve, fueron coronados los ganadores del concurso y cada uno ganó $10 500 USD. También llegaron a asistir a la fiesta de celebración del episodio 500 celebrada el 13 de febrero de 2012 para el elenco y el equipo de Los Simpson.

## Recepción

### Audiencia
El episodio salió al aire originalmente en la cadena Fox en los Estados Unidos el 19 de febrero de 2012. Fue visto por 5,77 millones de espectadores durante su emisión, y recibió una cuota de pantalla del 2,6 dentro de la franja demográfica de 18 a 49 años, y un siete por ciento de participación. La audiencia aumentó un treinta por ciento desde el episodio anterior The Daughter Also Rises. At Long Last Leave se convirtió en la emisión más vista esa noche en el grupo de Fox Animation Domination en términos de espectadores totales. Tuvo más audiencia que los nuevos episodios de Padre de familia (5,47 millones), American Dad (4,43 millones), Napoleon Dynamite (4,41 millones) y The Cleveland Show (2,61 millones). También se convirtió en la segunda emisión de mayor audiencia entre la demográfica de 18 a 49, solo el episodio de Padre de familia lo superó, pues recibió una cuota del 2,8.

### Crítica
At Long Last Leave recibió reseñas generalmente positivas de parte de los críticos de la televisión, especialmente por su gag del sofá en la secuencia de apertura. Este cuenta con un montaje cuadro por cuadro de los anteriores gags del sofá que se aleja en un fotomosaico del número «500». El crítico de The A.V. Club, Hayden Childs, escribió que «lo mejor del episodio 500 de Los Simpson es el montaje inicial del sofá, que da en la diana de la nostalgia casi a la perfección». Alan Sepinwall de HitFix elogió el gag del sofá como «maravilloso», y señaló que «en realidad se me hizo un nudo en la garganta». Felicitó el episodio y comentó que: «Como muchos episodios de los últimos tiempos, es una variación sobre la misma historia ya tratada anteriormente, por ejemplo, en Los Simpson: la película, pero también contiene muchos chistes graciosos, que confirman mi opinión de que soy más feliz en un mundo donde se siguen produciendo nuevos episodios que en el que, inevitablemente, la serie llegará a su fin». Similar a Sepinwall, Tim Goodman de The Hollywood Reporter  escribió: «Conseguí unas pocas risas y eso es todo lo que siempre busco en estos días en Los Simpson. Me gusta simplemente saber que está todavía ahí [...] No tiene por qué hacerte mear patas abajo como solían. No va a deslumbrar con el mismo índice de audiencia espectacular. Pero tras 500 episodios todavía les queda un poco». Gordman describió al gag como «encantador».
Matt Roush de TV Guide escribió favorablemente sobre el episodio, y lo describió como un «tesoro» y destacó la «secuencia de apertura deslumbrante». Llegó a la conclusión de que Los Simpson «siempre cumplen con las expectativas, y demuestran ser un clásico de nuestro tiempo y de todos los tiempos». Childs fue menos positivo, y escribió que el episodio «no era nada especial» y que «todos los elementos se han visto dibujados en historias anteriores» y «solo unas pocas bromas alcanzan los niveles rebajados del humor de antes de Los Simpson». Sin embargo añadió que «tampoco nada está escandalosamente mal en el episodio. Hay un poco de estupidez del estilo Padre de familia y aleatoriedad, la sátira está ligeramente dirigida hacia el interior, y la estrella invitada, aunque es llamativa por su polemicidad, no secuestra la trama, sino que aparece en una sola broma antes de desaparecer». El crítico James Poniewozik de la revista Time comentó que At Long Last Leave fue un «buen» episodio, y señaló que ciertos gags estuvieron «forzados por la sala de guionistas». Poniewozik, quien piensa que la calidad de Los Simpson declinó a finales de la década de 1990, agregó sin embargo que «unos momentos me hizo ladrar en voz alta y darme cuenta por qué me encantó el programa en primer lugar».